# スターリニズム (アルバム)
『スターリニズム』は、日本のロックバンドであるザ・スターリンの2枚目の作品であり、初のミニ・アルバム。
1981年4月7日にインディーズレーベルであるポリティカル・レコードよりリリースされた。1枚目のシングル「電動こけし/肉」（1980年）よりおよそ7ヶ月ぶりにリリースされた作品であり、全曲共に作詞は遠藤ミチロウ、作曲およびプロデュースはザ・スターリン名義になっている。
レコーディング時のメンバーは、ボーカルが遠藤、ギターは金子アツシ、ドラムスが乾純、また本作より新たに加入した杉山シンタロウがベースを担当している。ラモーンズの影響を受けた楽曲などが収録されており、本作について乾は遠藤の思想や音楽性が表現されていると述べている。
後にコンピレーション・アルバム『STALINISM』（1987年）にて音にエフェクトが掛けられ一部台詞がカットされた状態で全曲収録された他、『STALINISM NAKED』（2019年）にて音にエフェクトが掛けられずカットされた台詞も入れたオリジナル音源が収録された（後述）。

## 背景
1977年、福島県より上京し東京都にてバンド活動をしていた遠藤ミチロウは、1979年に入るとパンクムーブメントに影響され、「コケシドール」、「バラシ」、「自閉隊」などのバンドを結成しては解散する事を繰り返していた。
1980年に入り、6月にはギターの金子アツシおよびドラムスの乾純と共にザ・スターリンを結成。6月26日に渋谷屋根裏において初ライブを行い、またメンバーは当時頻繁に出入りしていた高円寺のスタジオ「パル」の帰り道に必ず「BOY」という店に立ち寄っており、そこに当時学生であった杉山シンタロウ（晋太郎）が店を訪れていたため、長身で目つきが鋭かったことから乾は「バンドやんねぇ? パンク」と声を掛けたと述べている。楽器を手にしたことがないと杉山は乾に告げたものの、乾は「ルックス担当だから楽器なんてその後覚えればいい」と半ば強引に加入を迫ることになった。またこの件に関して杉山は後年「ミチロウに声をかけられた」と述べていることから、乾は自身の記憶違いかもしれないとも述べている。
結果として、8月8日に杉山はベース担当として加入しザ・スターリンは4人編成となった。杉山は勧誘されてバンドメンバー入りしたが、遠藤はその理由をルックスの良さと女性人気を獲得するためであると述べている。杉山は元々ベースの演奏経験はなかったが、バンド加入のために猛練習をした。遠藤は杉山をシド・ヴィシャスのようなイメージにするのが目的であったと述べている。9月には自主制作レーベル「ポリティカル・レコード」を設立し、9月5日にはデビュー作となるシングル「電動こけし/肉」をリリースした。また、同日にザ・スターリンは山形県にある昭和楽器ホールにて4人編成になってから初のライブを行った。
1981年2月21日の新宿トラッシュ公演において、楽屋において遠藤はゴミを客席に向かって投げつけることを提案、杉山が付近の飲食店からゴミが詰まったポリバケツを調達し、さらにエスカレートした結果小便や大便も混ぜ込み最も盛り上がっている場面で遠藤はそれを客席に投げ込んだ。以降、遠藤が客席に様々な物を投げ込むことがザ・スターリンのパフォーマンスとして定着し、ゴミから豚の臓物、豚の頭、その場で切り落としたニワトリの首などさらにエスカレートしていくことになった。

## リリース、構成
本作はシングル「電動こけし/肉」（1980年）に続くザ・スターリンの2枚目となる作品として、1981年4月7日にインディーズレーベルであるポリティカル・レコードより、シングル盤と同形態のEP盤としてリリースされた。遠藤と乾は2人でレコードのプレス工場に出向き、プレスされたばかりの本作を受け取りに行っている。金子および杉山は同行しておらず、帰りの電車の中で遠藤は「金子と晋太郎もレコードできてうれしくないのかな」と発言していたと乾は述べている。収録曲の内、「コルホーズの玉ネギ畑」は「玉ネギ畑」と改題されてメジャー・デビューとなったアルバム『STOP JAP』（1982年）に収録された他、コンピレーション・アルバム『STALINISM』（1987年）収録の際に「サル」の冒頭の「朕はヒロヒト」という台詞が削除された。その後の再発盤にも冒頭の台詞は収録されていなかったが、『STALINISM NAKED』（2019年）にて改めて再収録された。「スターリニスト」は後に「アーチスト」と改題され、『STALINISM』収録の際に若干音質が変更されておりオリジナル盤とは異なっている。「豚に真珠」はアメリカ合衆国のロックバンドであるラモーンズの影響が強く出ており、乾は「もはやみえみえのパクりの領域だろうが、そんなもん一向にかまわない」と述べている。「猟奇ハンター」は解散ライブを含め後に至るまで演奏されることの多かったライブの定番曲となった。
ミニ・アルバム『スターリニズム』としては、2005年3月25日に7インチレコードとして再リリースされた。再リリースに当たり、ディスクユニオンでは7インチおよびCDに加え、特典として遠藤が責任編集を務めたソノシートマガジン『ING'O』の創刊号を再編集したスペシャル復刻版をセットにした「遊ぶ女は嫌いだ!!セット」の予約受付を行った。その後2006年11月25日には初CD化されリリースされた。

## アートワーク
本作ジャケットのデザインは遠藤が担当しており、乾は本作について「みちろうの思想と音楽性が詰まったミニ・アルバム」であると述べた他、遠藤自身も本作に対して自信を持っていたと述べている。本作のジャケットは豚の頭の写真となっているが、これ以降バンドのイメージが豚になった事やジョージ・オーウェルの小説『動物農場』（1945年）による影響もあり、豚の臓物をライブで使用するようになった。さらに後には豚の首を客席に投げつける事になったが、実際に使用したのは横浜市立大学、映画『爆裂都市 BURST CITY』（1982年）の撮影、高松オリーブホールであり、ライブで使用したのは2回のみとなっている。また、高松でのライブ時に豚の頭を買い出しに行ったのは宇川直宏であったという。

## STALINISM
『STALINISM』（スターリニズム）は、日本のロックバンドであるザ・スターリンの2作目のベスト・アルバム。
1987年1月21日にIndependent Recordsよりリリースされた。ミニ・アルバム『スターリニズム』を中心に、インディーズレーベルにてリリースされたシングルやソノシートに収録されていた音源を追加した編集盤となっている。
2019年にはオリジナル・マスターテープからの復刻版『STALINISM NAKED』がリリースされた。

### 構成、リリース
ザ・スターリン解散後にリリースされた編集盤。1枚目のシングルである「電動こけし/肉」（1980年）、アルバム『Fish Inn』（1984年）の通販分のみに付属されていたソノシート収録の「バキューム/解剖室」、音楽誌『マクシマムロックンロール』編集によるアメリカ合衆国でリリースされたオムニバス・アルバム『Welcome to 1984』（1984年）に収録されていた「Chicken Farm Chicken」、EP盤『スターリニズム』（1981年）に収録されていた5曲がまとめて収録されている。
1987年1月21日にIndependent RecordsよりLPにてリリースされ、1990年3月10日にはCDにて再リリースされた。本作のみに収録された音源も存在したが、長らく再発されず入手困難な状態が続いていた。しかし、2005年5月25日にSS RECORDINGSから24ビット・デジタルリマスタリング盤およびダブル紙ジャケット仕様にて再リリースされた。
2019年4月20日にはオリジナル・マスターテープを使用した復刻版『STALINISM NAKED』がリリースされた。同作では旧盤にてカットされていた「サル」冒頭のセリフが収録されたほか、「仰げば尊し」の別バージョンが収録されている。リリース当時は発売元であるいぬん堂のBASEにて購入することで、売上金が膵臓がんで闘病中であった遠藤ミチロウへの見舞金として使用される予定であった。しかし同作リリースから5日後の4月25日に遠藤は死去した（68歳没）。

## 批評
| 専門評論家によるレビュー | 専門評論家によるレビュー  |
| レビュー・スコア         | レビュー・スコア          |
| 出典                     | 評価                      |
| ------------------------ | ------------------------- |
| TOWER RECORDS ONLINE     | 肯定的 （スターリニズム） |
| CDジャーナル             | 否定的 (STALINISM)        |

音楽情報サイト『TOWER RECORDS ONLINE』では「スターリニズム」に対して、収録曲については「スターリン史上最も過激な楽曲を収録した奇跡的内容」と肯定的に評価している。音楽情報サイト『CDジャーナル』では「STALINISM」に対して、ザ・スターリンがメディア・コントロールに長けていたと主張した上で、「彼等がポリティカルに残した作品を中心に編集された集大成がコレ」「伝説の残骸が随所に散乱している」と本作の意義を指摘したが、塩化ビニールやソノシートなどのメディアを主体としていた時期の音源であることから「追体験で聴くには酷」と否定的に評価した。

## 収録曲

### スターリニズム
- CD付属の歌詞カードでは全作詞が遠藤みちろう、全作曲がTHE STALINと記載されているが[20]、ライブ・アルバム『FOR NEVER』（1985年）および『I was THE STALIN〜絶賛解散中〜完全版』（2012年）において記載された作曲者名、また日本音楽著作権協会の作品データベース検索サービスに登録された作曲者名はそれぞれは個別に表記する。

| #         | タイトル                 | 作詞・作曲   | 時間 |
| --------- | ------------------------ | ------------ | ---- |
| 1.        | 「豚に真珠」             | 遠藤みちろう | 1:40 |
| 2.        | 「サル」                 | 遠藤みちろう | 0:46 |
| 3.        | 「コルホーズの玉ネギ畑」 | 遠藤みちろう | 2:27 |
| 合計時間: | 合計時間:                | 合計時間:    | 4:53 |

| #         | タイトル           | 作詞・作曲   | 時間 |
| --------- | ------------------ | ------------ | ---- |
| 4.        | 「猟奇ハンター」   | 遠藤みちろう | 2:14 |
| 5.        | 「スターリニスト」 | 遠藤みちろう | 3:10 |
| 合計時間: | 合計時間:          | 合計時間:    | 5:24 |

### STALINISM
- CDブックレットでは全作詞が遠藤みちろう、全作曲がTHE STALINと記載されているが[23]、ライブ・アルバム『FOR NEVER』および『I was THE STALIN〜絶賛解散中〜完全版』において記載された作曲者名、また日本音楽著作権協会の作品データベース検索サービスに登録された作曲者名はそれぞれは個別に表記する。

| #         | タイトル                 | 作詞・作曲   | 時間  |
| --------- | ------------------------ | ------------ | ----- |
| 1.        | 「電動こけし」           | 遠藤みちろう | 2:55  |
| 2.        | 「肉」                   | 遠藤みちろう | 1:36  |
| 3.        | 「バキューム」           | 遠藤みちろう | 2:10  |
| 4.        | 「解剖室」               | 遠藤みちろう | 2:02  |
| 5.        | 「Chicken Farm Chicken」 | 遠藤みちろう | 2:25  |
| 合計時間: | 合計時間:                | 合計時間:    | 11:08 |

| #         | タイトル                 | 作詞・作曲   | 時間  |
| --------- | ------------------------ | ------------ | ----- |
| 6.        | 「豚に真珠」             | 遠藤みちろう | 1:40  |
| 7.        | 「サル」                 | 遠藤みちろう | 0:45  |
| 8.        | 「コルホーズの玉ネギ畑」 | 遠藤みちろう | 2:26  |
| 9.        | 「猟奇ハンター」         | 遠藤みちろう | 2:13  |
| 10.       | 「アーチスト」           | 遠藤みちろう | 3:10  |
| 合計時間: | 合計時間:                | 合計時間:    | 10:14 |

### STALINISM NAKED
- CD付属の歌詞カードでは全作詞が遠藤みちろう、全作曲がTHE STALINと記載されているが[24]、ライブ・アルバム『FOR NEVER』および『I was THE STALIN〜絶賛解散中〜完全版』において記載された作曲者名、また日本音楽著作権協会の作品データベース検索サービスに登録された作曲者名はそれぞれは個別に表記する。

| #         | タイトル                                             | 作詞・作曲   | 時間  |
| --------- | ---------------------------------------------------- | ------------ | ----- |
| 1.        | 「電動こけし」                                       | 遠藤みちろう | 2:57  |
| 2.        | 「肉」                                               | 遠藤みちろう | 1:41  |
| 3.        | 「豚に真珠」                                         | 遠藤みちろう | 1:41  |
| 4.        | 「サル」                                             | 遠藤みちろう | 0:50  |
| 5.        | 「コルホーズの玉ネギ畑」                             | 遠藤みちろう | 2:18  |
| 6.        | 「猟奇ハンター」                                     | 遠藤みちろう | 2:15  |
| 7.        | 「アーチスト」                                       | 遠藤みちろう | 3:17  |
| 8.        | 「Chicken Farm Chicken」                             | 遠藤みちろう | 2:27  |
| 9.        | 「仰げば尊し（FMフレッシュ・ウェーブ・バージョン）」 | 文部省唱歌   | 3:01  |
| 10.       | 「バキューム」                                       | 遠藤みちろう | 2:11  |
| 11.       | 「解剖室」                                           | 遠藤みちろう | 2:02  |
| 合計時間: | 合計時間:                                            | 合計時間:    | 24:40 |

## スタッフ・クレジット

### スターリニズム

#### THE STALIN
- 金子アツシ – ギター
- 杉山シンタロウ – ベース
- 乾純 – ドラムス
- ミチロウ – ボーカル

#### スタッフ
- 今井年春 – レコーディング・エンジニア、リミックス・エンジニア
- こにしひろあき – レコーディング・エンジニア、リミックス・エンジニア

### STALINISM

#### 参加ミュージシャン
- 遠藤ミチロウ – ボーカル、ベース（1,2曲目）
- 金子アツシ – ギター（1,2,6～10曲目）
- 小野昌之 – ギター（3,4曲目）
- タム – ギター（5曲目）
- JUN – リードギター（5曲目）
- ヒゴヒロシ – ベース（3,4曲目）
- 杉山シンタロウ – ベース（5～10曲目）
- 乾純 – ドラムス（1～4,6～10曲目）
- 中村貞裕 – ドラムス（5曲目）

#### スタッフ
- 宮西計三 – カバーイラスト
- 小島康太郎 – リマスタリング・エンジニア（2005年盤）

## リリース日一覧
| No. | リリース日     | タイトル        | レーベル             | 規格 | カタログ番号 | 備考                                                       | 出典          |
| --- | -------------- | --------------- | -------------------- | ---- | ------------ | ---------------------------------------------------------- | ------------- |
| 1   | 1981年4月7日   | スターリニズム  | ポリティカルレコード | EP   | MIG 2504     |                                                            | [ 25 ]        |
| 2   | 1987年1月21日  | STALINISM       | Independent Records  | LP   | 009ML        |                                                            |               |
| 3   | 1990年3月10日  | STALINISM       | Major Record         | CD   | STAL-2CD     |                                                            | [ 19 ]        |
| 4   | 2005年3月25日  | スターリニズム  | SS RECORDINGS        | EP   | SS-5002      |                                                            | [ 26 ]        |
| 5   | 2005年5月25日  | STALINISM       | SS RECORDINGS        | CD   | SS-504       | 24ビット・デジタルリマスタリング盤、ダブル紙ジャケット仕様 | [ 12 ]        |
| 6   | 2006年11月25日 | スターリニズム  | SS RECORDINGS        | CD   | SS-502       | 24ビット・デジタルリマスタリング盤、紙ジャケット仕様       | [ 27 ]        |
| 7   | 2019年4月20日  | STALINISM NAKED | いぬん堂             | CD   | WC-093       | オリジナルテープからの復刻音源、1曲追加収録                | [ 28 ] [ 29 ] |